# The Real Group
The Real Group er en professionel a cappellagruppe fra Sverige, der blev dannet i 1984. Gruppen består af Emma Nilsdotter, Katarina Henryson, Anders Edenroth, Morten Vinther Sørensen og Anders Jalkéus.
Gruppens medlemmer komponerer og arrangerer de fleste af de sange, som de opfører. En stor del af deres sange er indsunget på engelsk, men resten er sunget på svensk. Gruppen nævner selv Bobby McFerrin som en tidlige kilde til inspiration.
The Real Group har optrådt til mere end 2.000 koncerter over hele verden. I 2002 optrådte The Real Group til åbningsceremonien FIFAs verdensmesterskaber i Seoul foran 60.000 mennesker. Den 22. december 1993 var gruppen kor for ABBA-sangeren Anni-Frid Lyngstad i anledning af dronning Silvias fødselsdag. De opførte "Dancing Queen" med et a cappellaarrangement, og sangen blev senere udgivet på albummet Varför får man inte bara vara som man är.
1993 deltog The Real Group sammen med Magnus Uggla, Johan Ulveson, Charlotte Strandberg, Wenche Myhre og Grynet Molvig i Povel Ramels "Knäpp igen"-revy. 2002 fik de Povel Ramels Karamelodiktstipendium.